# 運命の皮肉、あるいはいい湯を
『運命の皮肉、あるいはいい湯を』（うんめいのひにく、あるいはいいゆを , 原題:Ирония судьбы, или С лёгким паром!  , 英題: The Irony of Fate）は、ソビエト連邦で1975年に製作されたコメディ映画。監督はエリダール・リャザーノフ。
大晦日、酔っ払った男がモスクワから誤ってレニングラードに行き、自分のアパートの部屋と勘違いして女性の部屋に入ったことから起こる騒動を描くロマンティック・コメディである。旧ソ連時代、通りの名前やアパートの形状も似たり寄ったり（いわゆるフルシチョフカ様式）で、アパートの鍵も数種類しかなかったという状況が背景にある。ロシアでは、大晦日の深夜に決まってテレビ放送される定番映画作品となっている。

## キャスト
- アンドレイ・ミャフコフ：ジェーニャ
- バルバラ・ブリルスカ：ナージャ

## スタッフ
- 監督：エリダール・リャザーノフ
- 音楽：ミカエル・タリヴェルディエフ